# Bonnyannella
Bonnyannella är ett släkte av kräftdjur som beskrevs av Athersuch 1982. Bonnyannella ingår i familjen Loxoconchidae.
Släktet innehåller bara arten Bonnyannella robertsoni.